# Digitális költészet

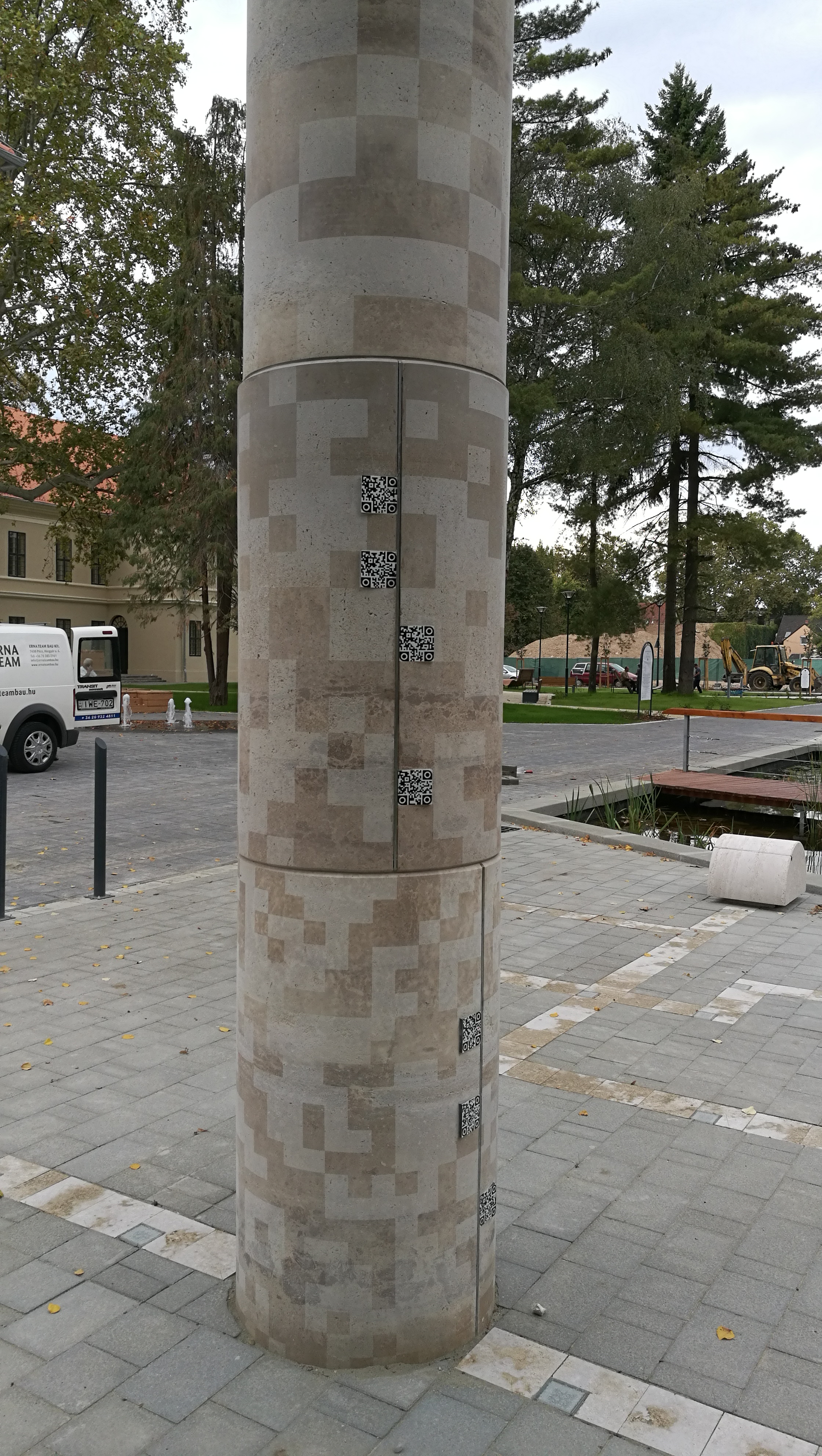
Kaposvár, Okospark, Versoszlop

A digitális költészet az elektronikus irodalom egyik formája, és a költészet valamint a publikálások egyik megközelítését szemlélteti. Mindez történhet a számítógépek vagy a ma már oly elterjedt okos eszközök használatával. A digitális költészet mára nem csak a régen megszokott adathordozók formájában érhető el (CD-ROM-, DVD-formátumban), hanem hangos versek, versvideók és QR kódok formájában is. Ezek az új lehetőségek szélesebb megjelenést biztosítanak a világháló segítségével, legyen szó művészeti galériák installációiról, bizonyos esetekben digitális videóanimációkról, versfilmről, vagy digitális hologramokról. Mindehhez a világhálón számos lehetőség nyílik, a mobiltelefonok egy új, a kultúrához, a költészethez, a versekhez való könnyebb és gyorsabb hozzáférést biztosíthatnak.
A jelenlegi költészeti kiadványok nagy része a hagyományos nyomtatott formátumban érhető el az olvasók számára, ám a költészeti kiadványoknak csak egy része érhető el online, vagy az online és offline közzététel valamilyen kombinációján keresztül. Sok fajta „digitális költészet”, mint a hipertext, kinetikus költészet, számítógép által generált animáció, digitális vizuális költészet, interaktív költészet, kód költészet, holografikus költészet, kísérleti videó költészetet, hogy kihasználják a digitális világ lehetőségeit interaktív művek létrehozására, vagy generatív vagy kombinatorikus megközelítést alkalmazva a szöveg (vagy annak egyik állapotának) létrehozására, vagy hangos költészetre, vagy olyan költészeti tartalmak létrehozására melyek együttműködnek a digitális világ előnyeivel, mint a blogok és a szociális kommunikációs csatornák egyéb formái.
A digitális világ lehetővé teszi a különféle médiumokat átfogó művészeti alkotások létrehozását: szövegek, képek, hangok és mozgóképek kombinációjával. A kortárs költészet ezért ma már kihasználja ezt a művészeti lehetőséget az elkészült alkotások létrehozásához, megosztásához, publikációjához.

## Előzmények
A korai digitális versek tartalmazzák a sztochasztikus szövegeket, amelyeket Theo Lutz német matematikus készített közvetetten 1959-ben, a Konrad Zuse Z22 programjának programozásával; Nanni Balestrini olasz nyelvű "I. szalagos jegy ", 1961-ben jelent meg;  és Brion Gysin angol permutációs versei 1959 körül, automatikusan készítve Ian Somerville közreműködésével. Ezeket és más korai digitális verseket a CT Funkhouser őskori digitális költészete tárgyalja.

## Hipertext költészet
A hipertext költészet a digitális költészet olyan formája, amely hivatkozásokat használ hipertext jelöléssel. Nagyon vizuális forma, a hipertext-fantasztikus és a képzőművészethez kapcsolódik. A hivatkozások azt jelentik, hogy a hipertext versnek nincs meghatározott sorrendje, és a vers mozog vagy generálódik az olvasó / felhasználó által választott linkek alapján. Magában foglalhat meghatározott szavakat, kifejezéseket, sorokat stb., Amelyeket változó sorrendben mutatnak be, de ugyanúgy ülnek az oldalra, mint a hagyományos költészet, vagy tartalmazhat a vers olyan részeit, amelyek mozognak és / vagy mutálnak. Általában online található, bár léteznek CD-ROM és hajlékonylemez verziók. A legkorábbi példák legkésőbb az 1980-as évek közepére érkeztek.

## Digitális költészet Magyarországon

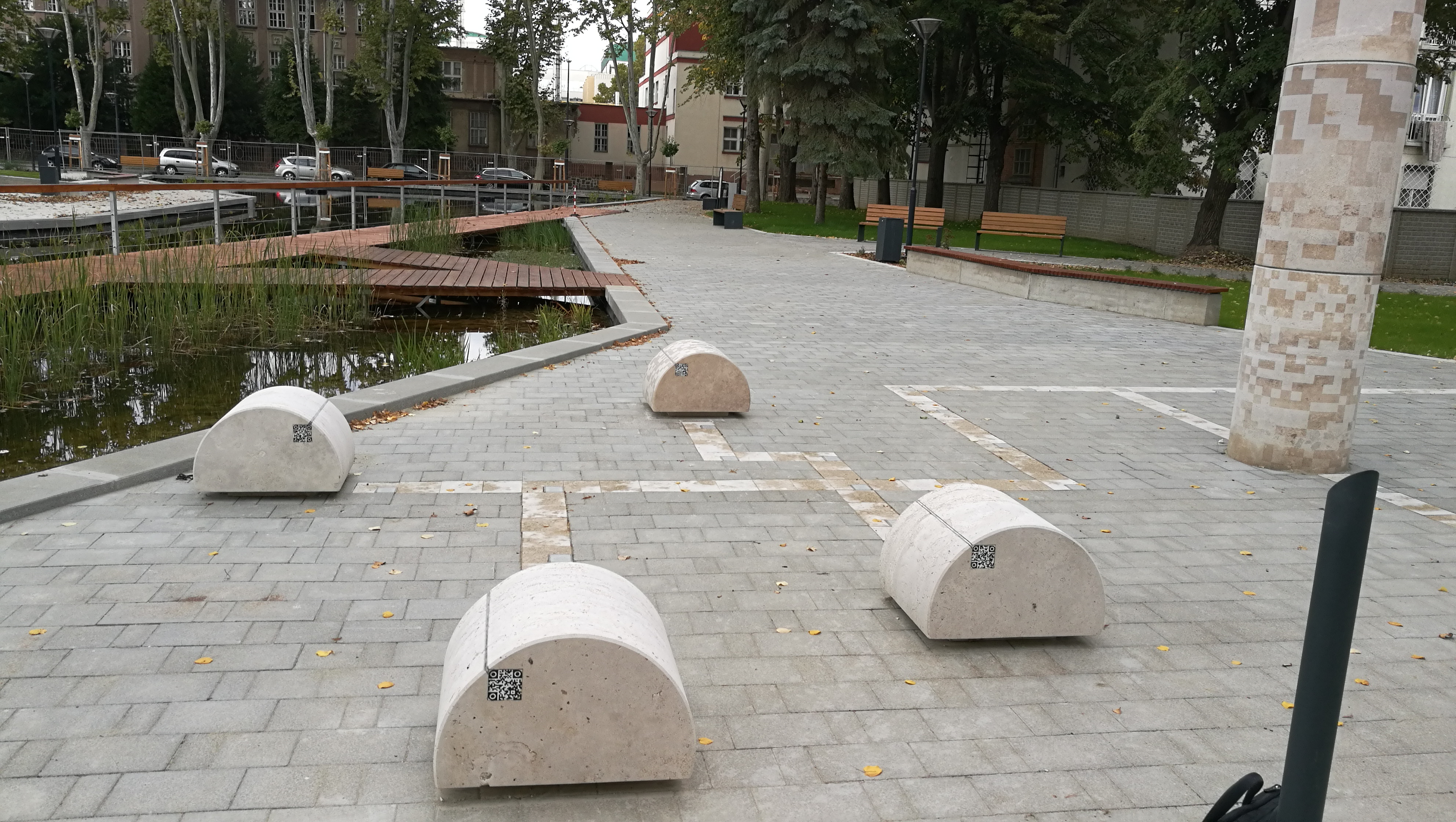
Kaposvár, Okospark, Suttogó padok

Digitális költészetre példa Magyarországon az országban elsőként átadott[forrás?] kaposvári Okospark keretén belül valósult meg. A parkban olyan interaktív utcabútorok kerültek kialakításra, amelyeken keresztül hangos verseket, meséket, verseket és prózákat hallgathat vagy olvashat az érdeklődő közönség. A tartalmakat korosztályi bontásban három csoportra tagolva alakították ki a fejlesztők és a tartalom kezelők: 3-10 éves korosztály, 10-18 éves korosztály, és 18 éven felüli korosztály számára. A tartalomhoz QR-kódokat leolvasva okos eszközökön (pl. mobiltelefonon) tud hozzáférni az olvasó. Az olvasó hozzájárulhat vagy hozzá kell járulnia a mű tartalmához való hozzáféréshez, így a későbbiekben személyre szabottan informálhatók az újdonságokról, új tartalmakról. A digitális költészet egyik hazai úttörője[forrás?] Gróf Tamás.

## Lásd még
- Kód költészet
- Számítógépes kreativitás § Költészet
- Cybertext
- Elektronikus irodalom
- Digitális művészet
- Elektronikus művészet
- Új média művészet
- Kortárs költészet

## Kapcsolódó irodalom
- AAVV, La coscienza luccicante. Dalla videoarte all’arte interattiva, Gangemi, Roma 1998
- Jean-Pierre BALPE, "L'Ordinateur, sa muse", in "Pratiques" nº 39, Metz 1984
- Jean-Pierre BALPE, "La position de l'auteur dans la génération automatique de textes à orientations littéraires", in "Lynx" nº 17, Université Paris-Nanterre, Nanterre, 1987
- Friedrich W. BLOCK, Christiane HEIBACH, Karin WENZ (eds.), p0es1s. The Aesthetics of Digital Poetry, Ostfildern-Ruit, Hatje Cantz, 2004 (German, English)
- Wayne CLEMENTS. "Poetry Beyond the Turing Test", Electronic Visualisation and the Arts (EVA 2016)[1]
- Caterina DAVINIO, “Parole virtuali. La poesia video-visiva tra arte elettronica e avanguardia”, in "Doc(K)s. Un notre web” (libro e CD), serie 3, 21, 22, 23, 24, Ajaccio (F) 1999
- Caterina DAVINIO, "Scritture/Realtà virtuali" in "Doc(K)s" (web), 2000
- Caterina DAVINIO, Tecno-Poesia e realtà virtuali (Techno-Poetry and Virtual Reality), essay with preface by Eugenio Miccini (Italian/English), Mantova, Sometti, 2002.
- Sergei A. DEMCHENKOV, Dmitriy M. FEDYAEV, Natalya D. FEDYAEVA, "Autopoet" Project: a Semantic Anomalies Generator or a New Existence Creator? in "Astra Salvensis" Vol. 6. Supplement 1, ASTRA, 2018. P. 639-646
- Tina Escaja, "Escritura tecnetoesquelética e hipertexto en poetas contemporáneas en la red.” in Espéculo (Universidad Complutense de Madrid). 24 (Julio-Octubre), 2003 [2]
- Chris T. FUNKHOUSER, Prehistoric Digital Poetry, An Archeology of Forms, 1959–1995, Tuscaloosa, The University of Alabama Press, 2007
- Loss Pequeño GLAZIER, Digital Poetics: The Making of E-Poetries, Tuscaloosa, The University of Alabama Press, 2002
- Eduardo KAC, New Media Poetry: Poetic Innovation and New Technologies, "Visible Language" Vol. 30, No. 2, Rhode Island School of Design, 1996.
- Eduardo KAC, Hodibis Potax, Édition Action Poétique, Ivry-sur-Seine (France) and Kibla, Maribor (Slovenia), 2007.
- Eduardo KAC, Media Poetry: an International Anthology (Second Edition), Bristol: Intellect, 2007.
- Eduardo KAC, Telepresence, Biotelematics, Transgenic art, Association for Culture and Education, Maribor 2000
- George P. LANDOW. Hypertext 2.0. 2nd ed. Baltimore: Johns Hopkins UP, 1997.
- Philadelpho MENEZES, Poesia Concreta e Visual, São Paulo, Ática, 1998.
- Philadelpho MENEZES(org.), Poesia Sonora: poéticas experimentais da voz no século XX, São Paulo: EDUC (Editora da PUC), 1992.
- Philadelpho MENEZES, "Poesia Visual: reciclagem e inovação", em revista Imagens, número 6, Campinas, Editora da Unicamp, 1996, pp. 39/48.
- Kenneth MEYER, “Dramatic narrative in Virtual Reality”, in Frank BIOCCA e Mark R. LEVY (eds.), Communication int eh Age of Virtual Reality, Hillsdale, New Jersey, Lawrence Erlbaum, 1995, pp. 219/259.
- Janet MURRAY, Hamlet on the Holodeck – The future of narrative in Cyberspace, Cambridge, MIT Press, 1997.
- Tom O'Connor, Poetic Acts & New Media, Lanham MD: University Press of America, 2006.
- Walter J. ONG, Orality and literacy – The technologizing of the word, Londres, Routledge, 1989.
- Cynthia D. SHIRKEY. “E-poetry: Digital Frontiers for an Evolving Art Form.” C&RL News 64.4 (April 2003).
- Janez Strehovec. Text as Ride. Morgentown. West Virginia UP (Computing Literature), 2016.
- Eric VOS. "New Media poetry - Theory and Strategies" in : Eduardo KAC (ed.), New Media Poetry: Poetic Innovation and New Technologies, "Visible Language" Vol. 30, No. 2, Rhode Island School of Design, 1996.

## Fordítás
- Ez a szócikk részben vagy egészben  a   Digital poetry című angol Wikipédia-szócikk fordításán alapul.  Az eredeti cikk szerkesztőit annak laptörténete sorolja fel. Ez a jelzés csupán a megfogalmazás eredetét és a szerzői jogokat jelzi, nem szolgál a cikkben szereplő információk forrásmegjelöléseként.